# Concelho de Santa Cruz
Concelho de Santa Cruz (portugisiska: Santa Cruz) är en kommun i Kap Verde. Den ligger i den södra delen av landet, 20 km norr om huvudstaden Praia. Antalet invånare är 26 585. Concelho de Santa Cruz ligger på ön Santiago.
Följande samhällen finns i Concelho de Santa Cruz:
- Santa Cruz
- Pedra Badejo (huvudort)

Omgivningarna runt Concelho de Santa Cruz är en mosaik av jordbruksmark och naturlig växtlighet. Runt Concelho de Santa Cruz är det tätbefolkat, med 266 invånare per kvadratkilometer.